# (14346) Zhilyaev
(14346) Zhilyaev est un astéroïde de la ceinture principale.

## Description
(14346) Zhilyaev est un astéroïde de la ceinture principale. Il fut découvert le 23 août 1985 à Naoutchnyï par Nikolaï Tchernykh. Il présente une orbite caractérisée par un demi-grand axe de 3,17 UA, une excentricité de 0,15 et une inclinaison de 1,7° par rapport à l'écliptique.

## Compléments